# Filipinmulciber
Filipinmulciber is een kevergeslacht uit de familie van de boktorren (Cerambycidae). De wetenschappelijke naam van het geslacht werd voor het eerst geldig gepubliceerd in 2009 door Vives. Filipinmulcibers zijn tot op heden enkel waargenomen op de Filipijnen.

## Soorten
Filipinmulciber is monotypisch en omvat slechts de volgende soort:
- Filipinmulciber breuningi Vives, 2009